# Equazione di Larmor
In fisica, l'equazione di Larmor o formula di Larmor, derivata da Joseph Larmor nel 1897, descrive la potenza della radiazione emessa da una particella carica non relativistica {\displaystyle e} quando la particella subisce una variazione di velocità.

## L'equazione
L'accelerazione di una carica produce l'emissione di radiazione elettromagnetica, che si propaga nella forma di onda. Per velocità molto inferiori alla velocità della luce la potenza totale irradiata è data dall'equazione di Larmor, che nel Sistema Internazionale è data da:
{\displaystyle P={\frac {q^{2}a^{2}}{6\pi \varepsilon _{0}c^{3}}}}
mentre nel sistema CGS:
{\displaystyle P={2 \over 3}{\frac {q^{2}a^{2}}{c^{3}}}}
dove {\displaystyle q} è la carica, {\displaystyle a} è l'accelerazione e {\displaystyle c} la velocità della luce. La generalizzazione relativistica, per velocità prossime a {\displaystyle c}, è fornita dai potenziali di Liénard-Wiechert.

## Derivazione
Il campo generato da una particella non relativistica carica in moto, ottenuto a partire dai potenziali di Liénard–Wiechert, ha la forma:
{\displaystyle \mathbf {E} (\mathbf {x} ,t)=q\left[{\frac {\mathbf {n} -\mathbf {\beta } }{\gamma ^{2}(1-\mathbf {\beta } \cdot \mathbf {n} )^{3}R^{2}}}\right]_{\rm {ret}}+{\frac {q}{c}}\left[{\frac {\mathbf {n} \times [(\mathbf {n} -\mathbf {\beta } )\times \mathbf {\dot {\beta }} ]}{(1-\mathbf {\beta } \cdot \mathbf {n} )^{3}R}}\right]_{\rm {ret}}\qquad \mathbf {B} =[\mathbf {n} \times \mathbf {E} ]_{\rm {ret}}}
dove {\displaystyle q} è la carica, {\displaystyle \mathbf {\beta } ={\frac {\mathbf {v} }{c}}} è la velocità della carica divisa per c, {\displaystyle \mathbf {\dot {\beta }} ={\frac {\mathbf {\dot {v}} }{c}}} è l'accelerazione della carica divisa per c, {\displaystyle \mathbf {n} } un vettore unitario parallelo a {\displaystyle \mathbf {r} -\mathbf {r} _{0}} ed {\displaystyle R} il modulo di {\displaystyle \mathbf {r} -\mathbf {r} _{0}}. I termini al secondo membro sono valutati al tempo ritardato, dato da:
{\displaystyle t'=t-{R \over c}}
L'espressione del campo è la somma dei due contributi al secondo membro, relativi alla velocità e all'accelerazione della carica essendo rispettivamente dipendenti da {\displaystyle \beta } e da {\displaystyle \beta } e {\displaystyle {\dot {\beta }}}. Il campo relativo alla velocità è proporzionale a {\displaystyle R^{-2}}, e pertanto si annulla rapidamente al crescere della distanza. Il campo relativo all'accelerazione, denotato con {\displaystyle \mathbf {E} _{a}}, decresce come {\displaystyle R^{-1}} ed è il principale responsabile della perdita di energia da parte della carica.
La densità del flusso di energia irraggiata è fornita dal vettore di Poynting per il campo relativo all'accelerazione:
{\displaystyle \mathbf {S} ={\frac {c}{4\pi }}\mathbf {E} _{a}\times \mathbf {B} ={\frac {c}{4\pi }}|\mathbf {E} _{a}|^{2}\mathbf {n} ={\frac {q}{c}}\left|{\frac {\mathbf {n} \times (\mathbf {n} \times \mathbf {\dot {\beta }} )}{R}}\right|^{2}}
La potenza irraggiata per unità di angolo solido {\displaystyle \Omega } è quindi data da:
{\displaystyle {\frac {dP}{d\Omega }}={\frac {c}{4\pi }}|R\mathbf {E} _{a}|^{2}={\frac {q^{2}}{4\pi c}}|\mathbf {n} \times (\mathbf {n} \times \mathbf {\dot {\beta }} )|^{2}}
Detto {\displaystyle \theta } l'angolo tra i vettori {\displaystyle \mathbf {\dot {v}} } e {\displaystyle \mathbf {n} }, la radiazione è polarizzata nel piano generato da tali vettori e si ha:
{\displaystyle \mathbf {S} ={\frac {q^{2}}{4\pi c^{3}R^{2}}}\sin ^{2}{\theta }|\mathbf {\dot {v}} |^{2}{\hat {n}}}
dove è determinante la dipendenza da {\displaystyle \sin ^{2}{\theta }}.
La potenza totale irraggiata è ottenuta integrando su tutto l'angolo solido {\displaystyle \Omega }:
{\displaystyle P={\frac {2}{3}}{\frac {q^{2}|\mathbf {\dot {v}} |^{2}}{c^{3}}}}
che è il risultato di Larmor per una carica non relativistica che accelera. Si tratta di una grandezza covariante, ovvero invariante sotto trasformazione di Lorentz.

## Generalizzazione relativistica
L'equazione di Larmor può essere modificata per velocità relativistiche considerando la componente spaziale {\displaystyle \mathbf {p} } del quadrimpulso {\displaystyle P^{\mu }}:
{\displaystyle P={\frac {2}{3}}{\frac {q^{2}}{c^{3}m^{2}}}\left({\frac {d\mathbf {p} }{dt}}\cdot {\frac {d\mathbf {p} }{dt}}\right)}
Si ottiene così la generalizzazione invariante:
{\displaystyle P=-{\frac {2}{3}}{\frac {q^{2}}{m^{2}c^{3}}}{\frac {dP^{\mu }}{d\tau }}{\frac {dP_{\mu }}{d\tau }}}
La potenza irradiata dipende pertanto dall'entità della variazione della quantità di moto della carica nel tempo, ed è proporzionale al quadrato della carica ed inversamente proporzionale al quadrato della sua massa. Riscrivendo il prodotto dei quadrivettori energia-momento si ha:
{\displaystyle {\frac {dP^{\mu }}{d\tau }}{\frac {dP_{\mu }}{d\tau }}={\frac {1}{c^{2}}}\left({\frac {dE}{d\tau }}\right)^{2}-\left({\frac {d\mathbf {p} }{d\tau }}\right)^{2}={\frac {v^{2}}{c^{2}}}\left({\frac {dP}{d\tau }}\right)^{2}-\left({\frac {d\mathbf {p} }{d\tau }}\right)^{2}}
dove si è sfruttato il fatto che:
{\displaystyle {\frac {dE}{d\tau }}={\frac {Pc^{2}}{E}}{\frac {dP}{d\tau }}=v{\frac {dP}{d\tau }}}
Al tendere di {\displaystyle \beta } a zero, {\displaystyle \gamma \to 1} e quindi {\displaystyle d\tau \to dt}.

### Forma non covariante
In termini dell'energia {\displaystyle E=\gamma mc^{2}} e dell'impulso {\displaystyle \mathbf {p} =\gamma m\mathbf {v} }, sostituendo:
{\displaystyle p^{\mu }=(\gamma mc,\gamma m\mathbf {v} )}
nell'espressione covariante, si ha:
{\displaystyle {\frac {dp^{\mu }}{d\tau }}{\frac {dp_{\mu }}{d\tau }}=-\left({\frac {d\mathbf {p} }{d\tau }}\right)^{2}+{\frac {1}{c^{2}}}\left({\frac {dE}{d\tau }}\right)^{2}}
{\displaystyle =-\gamma ^{2}\left({\frac {d\gamma m\mathbf {v} }{dt}}\right)^{2}+{\frac {\gamma ^{2}}{c^{2}}}\left({\frac {d\gamma mc^{2}}{dt}}\right)^{2}}
{\displaystyle =-\gamma ^{2}[-(\gamma m\mathbf {\dot {v}} +\gamma ^{3}m\mathbf {v} (\mathbf {\beta } \cdot \mathbf {\dot {\beta }} ))^{2}+{\frac {1}{c^{2}}}(\gamma ^{3}\mathbf {\beta } \cdot \mathbf {\dot {\beta }} mc^{2})^{2}]}
{\displaystyle =\gamma ^{8}m^{2}c^{2}[(\mathbf {\beta } \cdot \mathbf {\dot {\beta }} )^{2}-(\mathbf {\beta } (\mathbf {\beta } \cdot \mathbf {\dot {\beta }} )+{\frac {\mathbf {\dot {\beta }} }{\gamma ^{2}}})^{2}]}
e dunque:
{\displaystyle {\frac {dp^{\mu }}{d\tau }}{\frac {dp_{\mu }}{d\tau }}=\gamma ^{8}m^{2}c^{2}\left(-{\frac {1}{\gamma ^{2}}}(\mathbf {\beta } \cdot \mathbf {\dot {\beta }} )^{2}-{\frac {\mathbf {\dot {\beta }} ^{2}}{\gamma ^{4}}}\right)}
Aggiungendo e sottraendo {\displaystyle {\frac {\mathbf {\beta } ^{2}\cdot \mathbf {\dot {\beta }} ^{2}}{\gamma ^{2}}}} si ha:
{\displaystyle \gamma ^{6}m^{2}c^{2}[(\mathbf {\beta } ^{2}\mathbf {\dot {\beta }} ^{2}-(\mathbf {\beta } \cdot \mathbf {\dot {\beta }} )^{2})-\mathbf {\dot {\beta }} ^{2}]}
e sfruttando l'identità vettoriale:
{\displaystyle (\mathbf {\beta } \times \mathbf {\dot {\beta }} )\cdot (\mathbf {\beta } \times \mathbf {\dot {\beta }} )=(\mathbf {\beta } ^{2}\mathbf {\dot {\beta }} ^{2}-(\mathbf {\beta } \cdot \mathbf {\dot {\beta }} )^{2})}
si ottiene:
{\displaystyle P={\frac {2q^{2}\gamma ^{6}}{3c}}\left((\mathbf {\dot {\beta }} )^{2}-(\mathbf {\beta } \times \mathbf {\dot {\beta }} )^{2}\right)}
che è l'espressione trovata da Liénard nel 1898.
Il termine {\displaystyle \gamma ^{6}} evidenzia il fatto che per {\displaystyle \gamma \to 1}, ovvero per {\displaystyle \beta <<1}, la radiazione emessa è trascurabile. Se l'accelerazione e la velocità sono ortogonali, inoltre, la potenza è ridotta di un fattore {\displaystyle \mathbf {\beta } \cdot \mathbf {\dot {\beta }} }, e tale fattore di riduzione aumenta con la velocità.